# セントラルシネマ宮崎

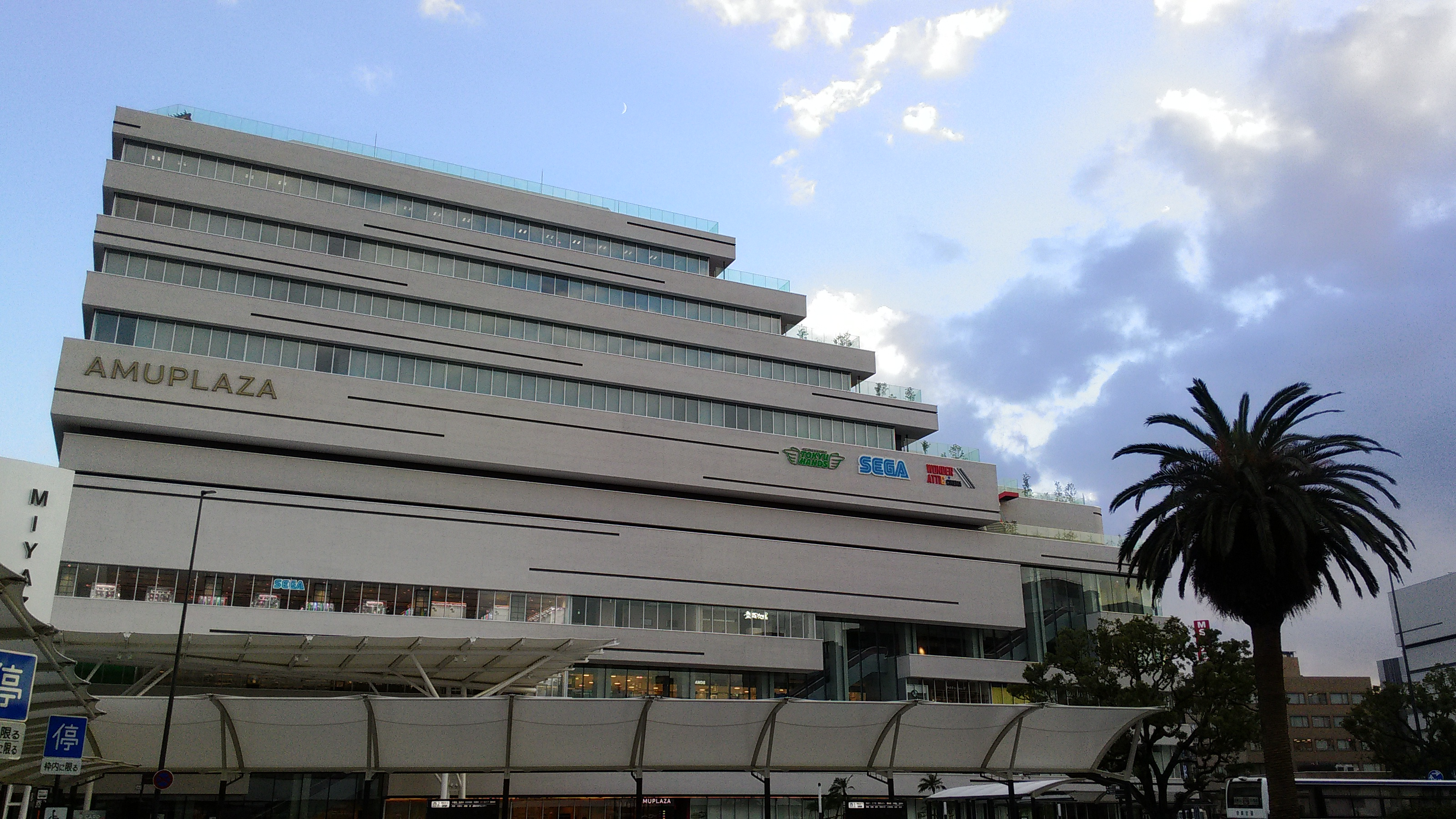
ワンダーアティックシネマが入店するアミュプラザみやざき（うみ館）

セントラルシネマ宮崎（セントラルシネマみやざき）は、宮崎県宮崎市新別府町のイオンモール宮崎2階に所在する映画館（シネマコンプレックス）。セントラル観光株式会社（代表：力武嘉壽子）が経営・運営している。
ここでは当館の前身となる宮崎セントラル会館（みやざきセントラルかいかん）、およびアミュプラザみやざきに入店しているワンダーアティックシネマについても記述する。

## 歴史
橘国際観光ホテル閉鎖後、その跡地をセントラル観光が1977年に買収して、映画館ビル宮崎セントラル会館としてオープン。当初は東宝と共同で経営していたが、次第に番組編成がフリーとなる。

やがてホームビデオの台頭などで徐々に客足が低下し、さらにはビル自体の老朽化も重なり、2005年5月1日をもって28年続いたセントラル会館は閉館し、跡地は駐車場となっている。同年5月17日、イオン宮崎ショッピングセンター（現・イオンモール宮崎）内に9スクリーンのシネマコンプレックスとして宮崎セントラルシネマがオープンした。2015年には、セントラルシネマ宮崎に改称。
その後、セントラル観光は2020年、宮崎駅に隣接するアミュプラザみやざきに「ワンダーアティックシネマ」として15年振りに宮崎市中心市街地へ進出する。

## 施設概要

### 宮崎セントラル会館
- 所在地：宮崎県宮崎市橘通り西4丁目1-2

| 階      | シアター名（座席数）                         |
| ------- | -------------------------------------------- |
| 6階     | 宮崎ティアラ（111席）                        |
| 4階     | 宮崎スカラ座（296席）                        |
| 3階     | 宮崎東宝（294席）                            |
| 2階     | 宮崎プラザ（288席）                          |
| 1階     | 宮崎セントラル（176席）                      |
| 地下1階 | 宮崎オスカー（126席） 宮崎アカデミー（70席） |

### セントラルシネマ宮崎
- 所在地：宮崎県宮崎市新別府町江口862番地1　イオンモール宮崎2階
- 全スクリーンともサラウンドEX対応。

| スクリーン | 座席数 | 備考                                                         |
| ---------- | ------ | ------------------------------------------------------------ |
| 1          | 399    | ドルビーアトモス対応 愛称はTITAN(タイタン)プレミアムシアター |
| 2          | 200    |                                                              |
| 3          | 278    | ドルビー3D対応                                               |
| 4          | 152    | ドルビー3D対応                                               |
| 5          | 115    | ドルビー3D対応                                               |
| 6          | 143    |                                                              |
| 7          | 143    |                                                              |
| 8          | 241    |                                                              |
| 9          | 150    |                                                              |

## セントラル観光が運営するその他の映画館
- セントラルシネマ大牟田（福岡県大牟田市） - 施設内に同じセントラル観光が運営するシネコン。
- セントラルシネマ三光（大分県中津市） - 施設内に同じセントラル観光が運営するシネコン。
- ワンダーアティックシネマ（宮崎県宮崎市） - 施設内に同じセントラル観光が運営するシネコン。